# Пеклушенко Олександр Миколайович
Олександр Миколайович Пеклушенко (29 серпня 1954, Запоріжжя — 12 березня 2015, Сонячне, Україна) — український політик, народний депутат України трьох скликань, голова Запорізької обласної державної адміністрації (з 2 листопада 2011 до 3 березня 2014). Член Політради Партії регіонів.

## Освіта
З вересня 1961 по травень 1969 року — учень середньої школи № 60 міста Запоріжжя. У квітні 1970 — лютому 1974 року — студент Одеського кооперативного технікуму.
Вища освіта: Запорізька філія Донецького інституту радянської торгівлі (1976—1982, заочно), «економіка торгівлі», економіст; Гуманітарний університет «Запорізький інститут державного та муніципального управління» (2002), «правознавство», юрист; кандидат наук з державного управління (2012); тема дисертації «Розвиток системи місцевого самоврядування в Україні».

## Кар'єра
У 1969—1970 роках — фрезерувальник 1-го розряду Запорізького експериментального заводу.
У березні — травні 1974 року — механік холодильної установки Вільнянської районної спілки споживчих товариств Запорізької області.
У травні 1974 — травні 1976 року — служба в Радянській армії.
Член КПРС з 1976 по 1991 рік.
У травні 1976 — березні 1977 року — заступник директора Миколайпільського роздрібно-торговельного підприємства Запорізької обласної спілки споживчих товариств Запорізького району Запорізької області.
У квітні 1977 — березні 1980 року — завідувач їдальні № 6, у березні — серпні 1980 року — завідувач їдальні № 4 відділу робітничого постачання Запорізького відділення Придніпровської залізниці у місті Запоріжжі.
У серпні — грудні 1980 року — завідувач філії комплексного харчування комбінату громадського харчування № 9, у грудні 1980 — березні 1981 року — директор комбінату громадського харчування № 6 Запорізького тресту їдалень № 2 у місті Запоріжжі.
У березні 1981 — грудні 1982 року — голова правління Пологівського районного споживчого товариства Запорізької облспоживспілки.
14 грудня 1982 — 16 грудня 1986 року — інструктор відділу торгівлі та побутового обслуговування Запорізького обласного комітету КПУ.
5 грудня 1986 — 14 травня 2002 року — голова правління Запорізької обласної спілки споживчих товариств.
Голова Запорізької регіональної організації Ліберальної партії України (1997—1998 роки). Березень 1998 — кандидат в народні депутати України від виборчого блоку «Партія праці та Ліберальна партія — разом!», № 49 в списку. На час виборів: голова Запорізької регіональної організації ЛПУ, голова правління Запорізької обласної споживспілки.
Член Партії регіонів (з березня 2001). Заступник голови (2001—2011), голова Запорізької обласної організації Партії регіонів (з 30 листопада 2011). Член Президії Партії регіонів (з квітня 2008).
Народний депутат України 4-го скликання з квітня 2002 до квітня 2006, виборчій округ № 84, Запорізька область, висунутий Виборчим блоком політичних партій «За єдину Україну!». «За» 25,34 %, 6 суперників. На час виборів: голова правління Запорізької обласної споживчої спілки, член Партії регіонів. Член фракції «Єдина Україна» (травень — червень 2002), член фракції «Регіони України» (червень 2002 — вересень 2005), член фракції Партії «Регіони України» (з вересня 2005). Член Комітету з питань правової політики (з червня 2002).
Довірена особа кандидата на пост Президента України В. Януковича в ТВО № 84 (2004—2005).
Народний депутат України 5-го скликання з квітня 2006 до листопада 2007 від Партії регіонів, № 44 в списку. На час виборів: народний депутат України, член ПР. Заступник голови фракції Партії регіонів (з травня 2006). Заступник голови, голова підкомітету місцевих бюджетів Комітету з питань бюджету (з липня 2006).
Народний депутат України 6-го скликання з листопада 2007 до квітня 2012 від Партії регіонів, № 44 в списку. На час виборів: народний депутат України, член ПР. Уповноважений представник фракції Партії регіонів (листопад — грудень 2007), заступник голови фракції Партії регіонів (з грудня 2007). Заступник голови Комітету з питань бюджету (грудень 2007 — квітень 2010), голова Комітету з питань фінансів і банківської діяльності (квітень 2010 — березень 2011), перший заступник голови Комітету з питань фінансів, банківської діяльності, податкової та митної політики (з березня 2011). Склав депутатські повноваження 13 квітня 2012.
Очолював ТСК з моніторингу стану ліквідації наслідків стихійного лиха, що сталося 23–27 липня 2008 року у Вінницькій, Івано-Франківській, Закарпатській, Львівській, Тернопільській та Чернівецькій областях (2008).

## Нагороди
Почесна грамота Кабінету Міністрів України (грудень 2003). Почесна грамота Верховної Ради України. Орден «За заслуги» III ступеня. Заслужений економіст України (грудень 2009).

## Родина
Дружина Олена Володимирівна (1972) — підприємець; син Єгор (1978); дочка Катерина (1987).

## Незаконна діяльність
Підозрювався в організації масових заворушень за попередньою змовою групою осіб (розгін Євромайдану 26 січня 2014 року перед будівлею Запорізької облдержадміністрації).

## Смерть
12 березня 2015 помер при загадкових обставинах. «Попередня версія — самогубство, але для опрацювання всіх версій відомості про подію будуть внесені до Єдиного реєстру досудових розслідувань за ст. 115 Кримінального кодексу України».